# Département Mayo Lémié
Das Département Mayo Lémié ist ein Département im Südwesten des Tschad. Es liegt im äußersten Norden der Provinz Mayo-Kebbi Est, die Hauptstadt ist Guélendeng. Beim Zensus im Jahr 2009 wurden 81.816 Einwohner gezählt.

## Verwaltungsuntergliederung
Das Département ist in drei Unterpräfekturen unterteilt:
- Guélendeng
- Katoa
- Nanguigoto